# Spitalkirche (Bad Windsheim)

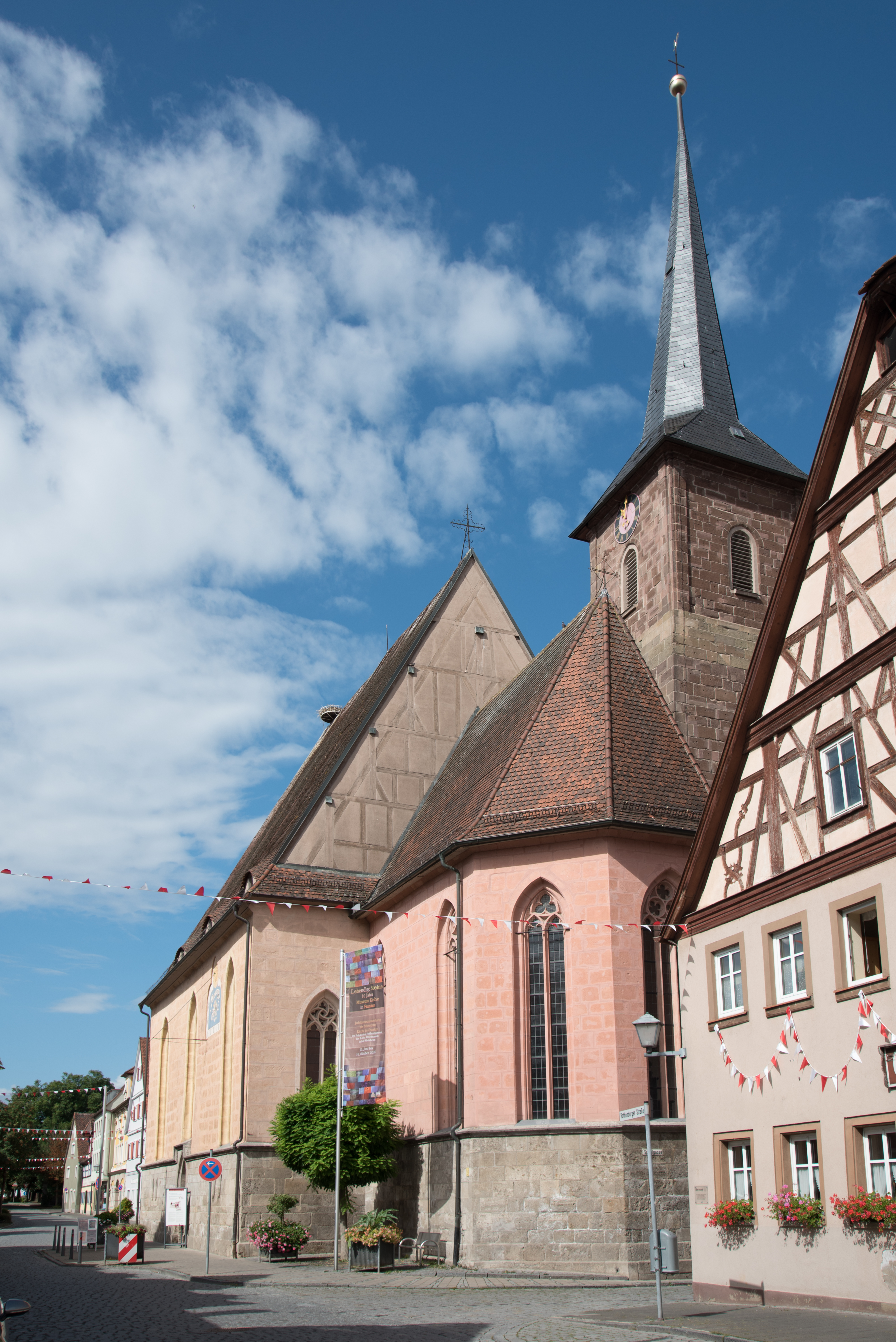
Spitalkirche (Bad Windsheim)

Die Spitalkirche Heilig Geist ist eine denkmalgeschützte Kirche, die in der Stadt Bad Windsheim im Landkreis Neustadt an der Aisch-Bad Windsheim (Mittelfranken, Bayern) steht. Das dem Fränkischen Freilandmuseum Bad Windsheim als Museum Kirche in Franken angegliederte Bauwerk ist unter der Denkmalnummer D-5-75-112-202 als Baudenkmal in die Bayerische Denkmalliste eingetragen. Sie gehört zur Kirchengemeinde Bad Windsheim im Dekanat Bad Windsheim im Kirchenkreis Ansbach-Würzburg der Evangelisch-Lutherischen Kirche in Bayern.

## Beschreibung
Die Saalkirche wurde 1416 bis 1421 aus Quadermauerwerk errichtet. Der quadratische Kirchturm, ein Julius-Echter-Turm, steht im nordöstlichen Winkel von Langhaus und eingezogenem Chor. Er wurde 1728 um ein Geschoss aufgestockt, das die Turmuhr und den Glockenstuhl beherbergt. Darauf sitzt ein schiefergedeckter, achtseitiger, spitzer Helm. 
Der Innenraum des Langhauses ist mit einer mit Stuck verzierten Flachdecke, der des Chors mit einem Kreuzgratgewölbe überspannt.